# Satyrium mera
Satyrium mera is een vlinder uit de familie van de Lycaenidae. De wetenschappelijke naam van de soort werd in 1877 gepubliceerd door Janson.